# Saint-Ambroix, Cher
Saint-Ambroix är en kommun i departementet Cher i regionen Centre-Val de Loire i de centrala delarna av Frankrike. Kommunen ligger  i kantonen Chârost som tillhör arrondissementet Bourges. År 2022 hade Saint-Ambroix 375 invånare.

## Befolkningsutveckling
Antalet invånare i kommunen Saint-Ambroix
Referens:INSEE